# Afrogecko
Afrogecko é um género de répteis escamados da família Gekkonidae.
Este género contém apenas três espécies. É endémico de África, especialmente em Angola e na África do Sul.

## Espécies e subespécies
- Afrogecko ansorgii (Angola)
- Afrogecko porphyreus (África do Sul)
  - Afrogecko porphyreus cronwrigthi, Hewitt, 1937
  - Afrogecko porphyreus namaquensis, Hewitt, 1935
- Afrogecko swartbergensis (África do Sul)